# Basilika des Allerheiligsten Sakraments (Buenos Aires)

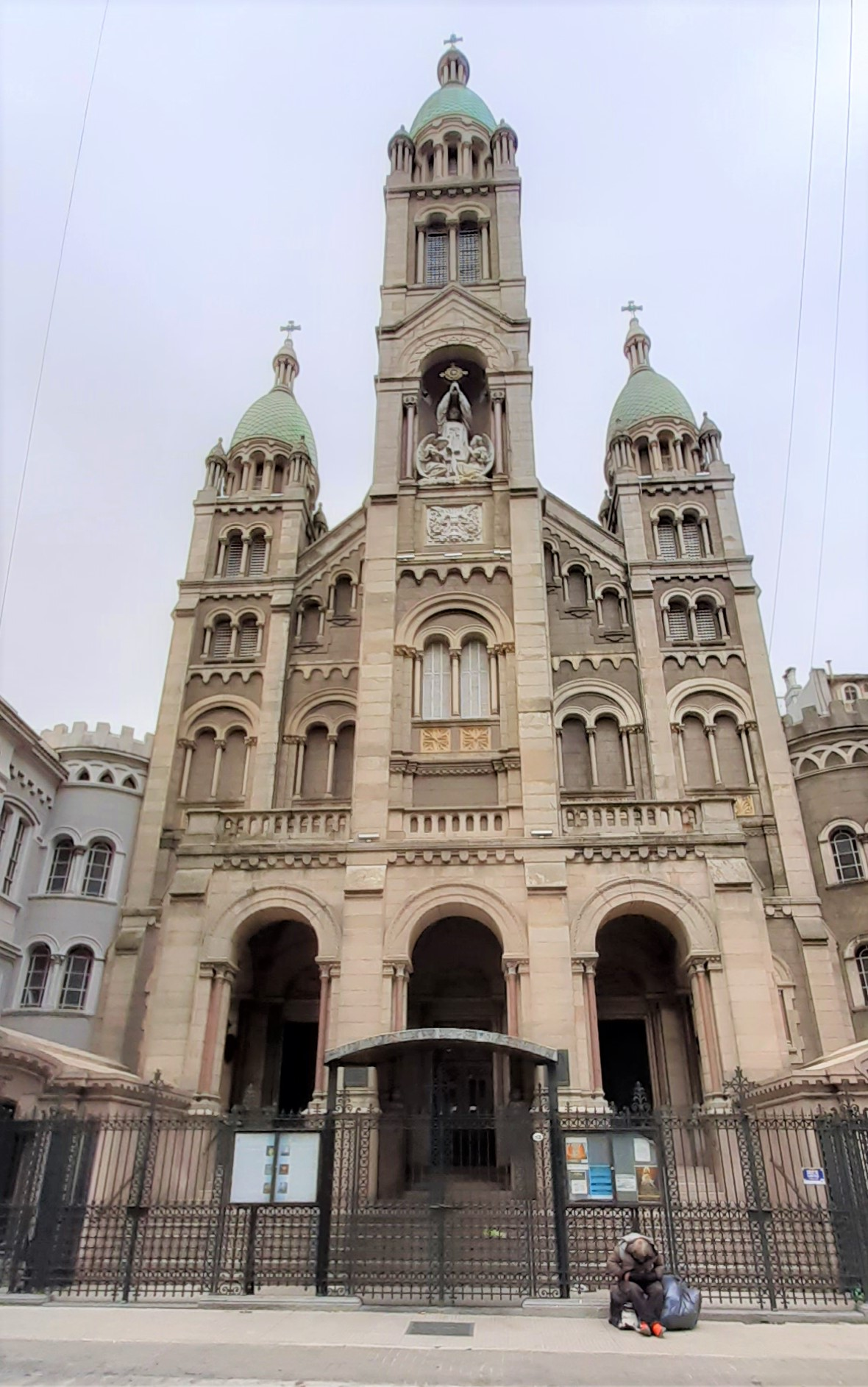
Fassade der Basilika

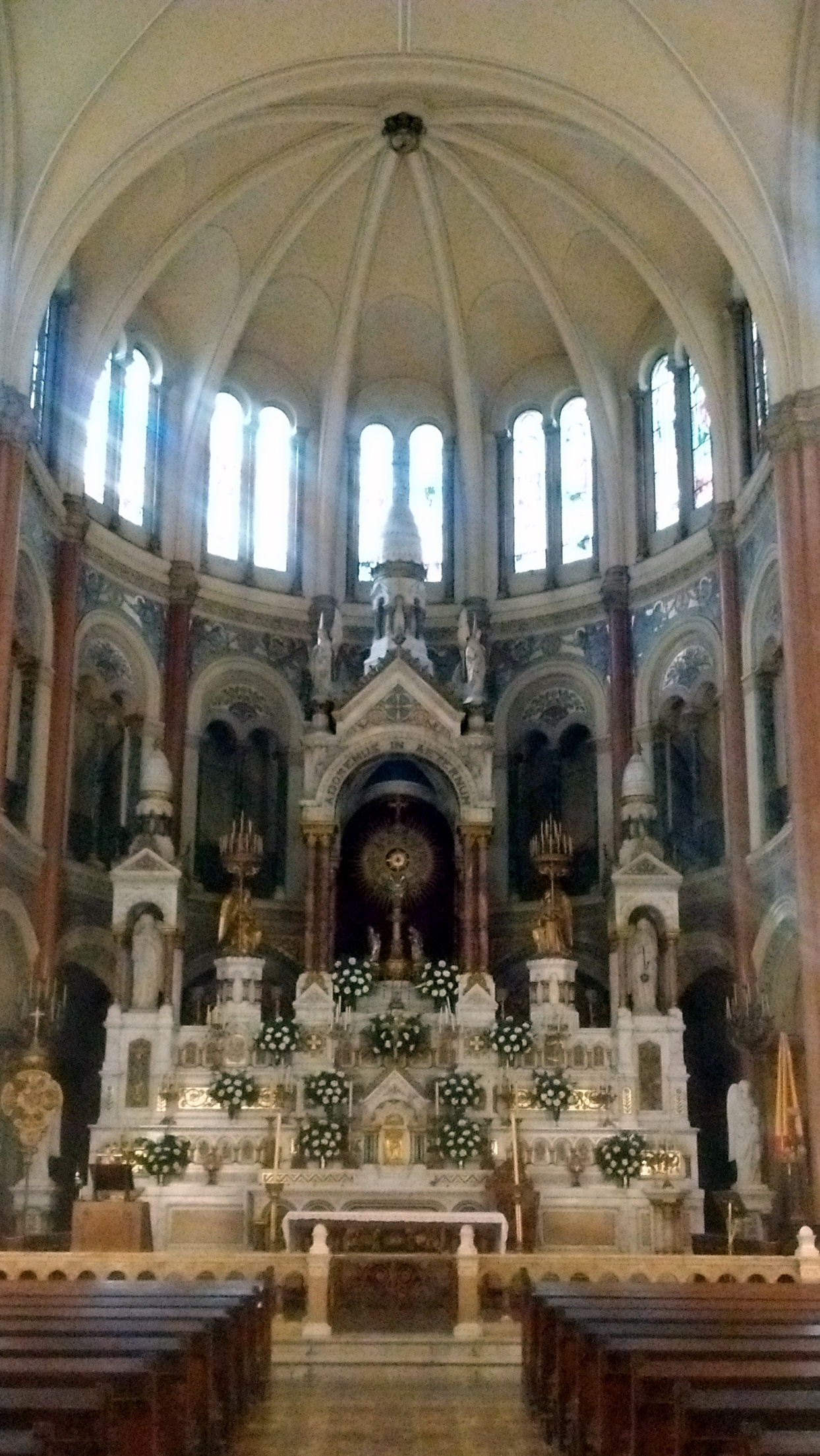
Altarraum

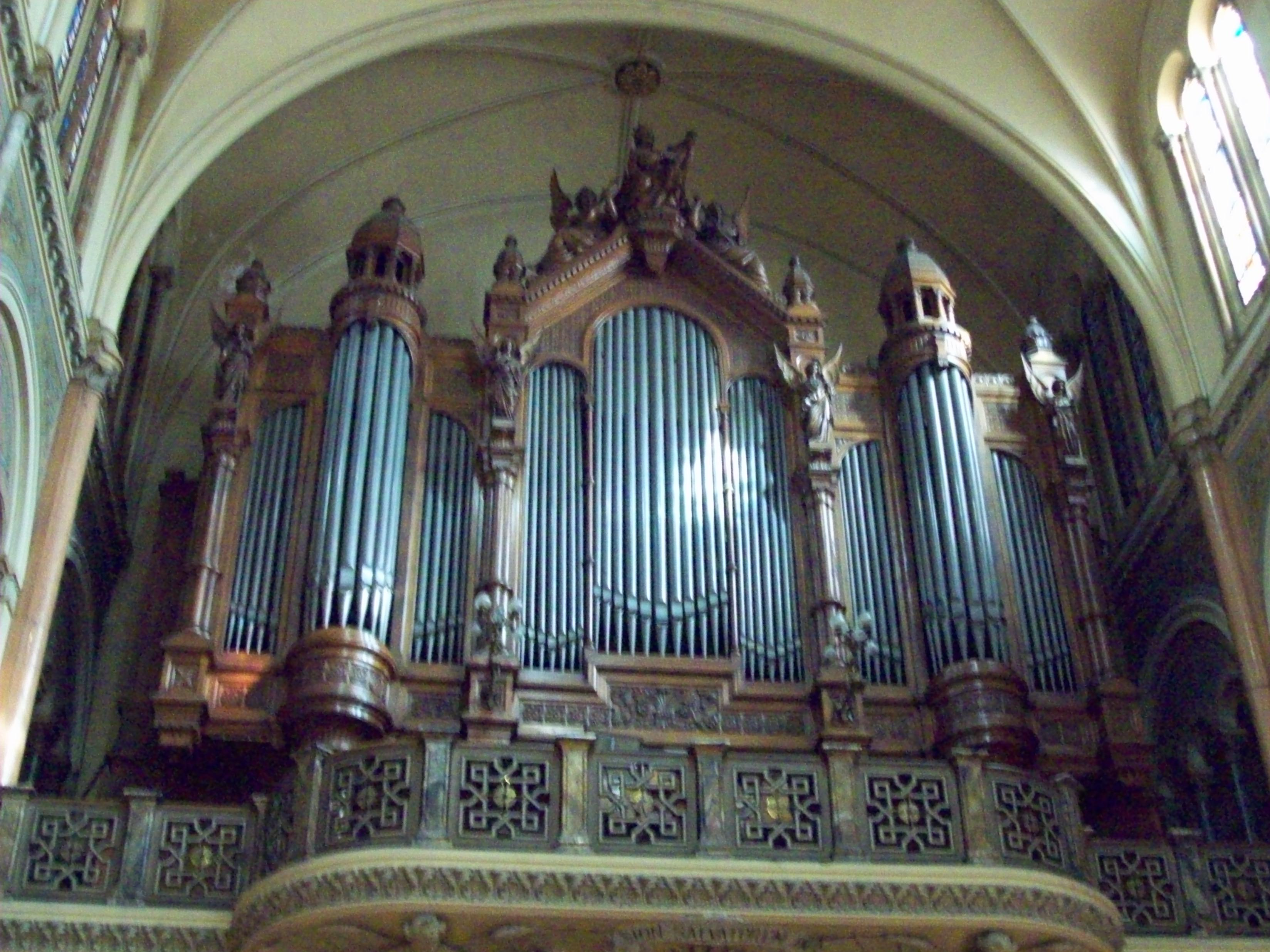
Orgel

Die Basilika des Allerheiligsten Sakraments (spanisch Basílica del Santísimo Sacramento) ist eine römisch-katholische Kirche im nordöstlichen Stadtviertel Retiro von Buenos Aires, der Hauptstadt Argentiniens. Die 1914 geweihte Kirche gehört zum Erzbistum Buenos Aires und hat den Rang einer Basilica minor.

## Geschichte
Das von Mercedes Castellanos de Anchorena in Auftrag gegebene Bauwerk wurde von den Architekten Alfred Coulomb und Louis Pierre Léopard Chauvet geplant und von Ernesto Vespignani ausgeführt. Der Bau dauerte acht Jahre und wurde von Mercedes Castellanos de Anchorena geleitet, die im ca. 150 Meter von der Kirche entfernten, kurz zuvor von ihr erbauten Anchorena-Palast wohnte. Die Kirche wurde im Juli 1916 durch Erzbischof Mariano Antonio Espinosa geweiht und im November 1916 durch Papst Benedikt XV. zur Basilica minor erhoben. Die Basilika gilt als eine der luxuriösesten Kirchen der Stadt Buenos Aires und wird zur Feier von Hochzeiten der Oberschicht der Stadt genutzt, so von Diego Maradona. In der Krypta wurde  Mercedes de Anchorena beigesetzt, die gesagt haben soll:

„Wenn ich in einem Palast lebe, hat mein Gott auch einen verdient.“

## Beschreibung
Die Basilika wurde nach Inspiration der Kathedrale von Angoulême in einer harmonischen Stilmischung entworfen, darunter neoromanische Formen an der Fassade, im Innenraum neobyzantinische Elemente mit einer starken vertikalen Ausrichtung und schmalen Bögen. Sie besitzt fünf Türme, drei über dem Eingang und zwei an den Seiten der Apsis. Die dreischiffige Basilika bietet auf einem kreuzförmigen Grundriss Platz für 1500 Personen. Ihr Altarraum schließt sich in einer siebenseitigen Apsis direkt an die Vierung an. Die bereits 1911 geweihte Krypta erstreckt sich über den ganzen Grundriss und ist mit Granit aus Deutschland und einem Gestühl aus Belgien ausgestattet. Die Basilika wird mit Buntglasfenstern beleuchtet und ist mit wertvollen Kunstwerken ausgestattet. Der Altar ist mit Gold- und Silberapplikationen versehen. Die Verkleidung besteht aus Baveno-Granit, rotem Marmor aus Verona und weißem aus Carrara, dazu kastanienbrauner Onyx aus Marokko und blauer Granit. Zur venezianischen Majolika kommen kunstvolle Skulpturen aus weißem Marmor und Holzschnitzereien des Wespelaere-Hauses der belgischen Stadt Brügge gefertigt. 
Vom Orgelbauer Mutin Cavaillé-Coll stammt die Orgel mit fünftausend Pfeifen. Sie wurde 1915 mit einer Aufführung der Fünften Sinfonie von Widor in Anwesenheit des Orgelbauers Charles Mutin eingeweiht.